# ウェディング・ベル・ブルース
「ウェディング・ベル・ブルース」（Wedding Bell Blues）は、ローラ・ニーロが1966年に発表したデビュー・シングル。1969年にフィフス・ディメンションがカバーして全米チャート1位を記録した。

## 概要
1966年9月17日、ニーロのシングルA面曲として発表された。B面は「ストーニィ・エンド」。ハーブ・バーンスタインが編曲を行った。翌1967年1月発売のファースト・アルバム『モア・ザン・ナ・ニュー・ディスカバリー』に収録される。なお、同アルバムは1973年に再発された際に『ファースト・ソングス』とタイトルが変わり、アルバム・ジャケットも別のものになった。
ローラ・ニーロが1967年6月に開催されたモントレー・ポップ・フェスティバル出演した際、「ウェディング・ベル・ブルース」を歌う映像が残っている。
1969年5月、フィフス・ディメンションの4枚目のアルバム『The Age of Aquarius』に収録される。9月にシングルカットされ、11月8日から11月22日にかけてビルボード・Hot 100で3週連続1位を記録した。ビルボード・イージーリスニング・チャートで2週にわたって1位、同ソウル・チャートで23位を記録。1969年の年間チャートの40位を記録し、プラチナディスクに輝いた。また、カナダのチャートで1位を記録した。

## その他のバージョン
- サンドラ・アレキサンドラ - 1968年のアルバム『Warm & Wild』に収録[5]。
- ボビー・ジェントリー - 1970年のアルバム『Fancy』に収録。
- ザ・ローチェス - 1997年に発売されたローラ・ニーロのトリビュート・アルバム『Time and Love: The Music of Laura Nyro』に収録。
- リズ・キャラウェイ - 2001年のアルバム『The Beat Goes On』に収録。
- レスリー・ゴーア - 2011年のコンピレーション・アルバム『Magic Colors - The Lost Album (with Bonus Tracks 1967-1969) 』に収録。